# Diblasteri
Sono diblasteri o diblastici gli organismi animali il cui corpo si sviluppa a partire da due foglietti embrionali presenti nella gastrula. 
Tali foglietti sono:
- l'endoderma, che riveste l'archenteron;
- l'ectoderma, esterno.

I diblasteri  si sviluppano da una blastula di questo tipo e includono i cnidari e i ctenofori, in passato raggruppati nel phylum Coelenterata, ma una comprensione successiva delle loro differenze li ha collocati in phyla separati.
L'endoderma consente lo sviluppo di veri tessuti, inclusi quelli associati all'apparato digerente e alle ghiandole associate. L'ectoderma, d'altra parte, dà origine all'epidermide, al tessuto nervoso e, se presente, ai nefridi.
Gli animali più semplici, come le spugne marine, hanno uno strato germinativo e mancano di una vera organizzazione dei tessuti.
Tutti gli animali più complessi (dal verme piatto agli esseri umani) sono triblastici, con tre strati germinativi (mesoderma, ectoderma ed endoderma). Il mesoderma consente lo sviluppo di veri organi.
I gruppi di diblasteri tuttora esistenti comprendono meduse, coralli, attinie e ctenofori.